# Become the Hunter
Become the Hunter es el sexto álbum de la banda de deathcore Suicide Silence, que fue lanzado el 14 de febrero de 2020 a través de Nuclear Blast. Es el último álbum de la banda para acreditar a Alex López antes de su salida de la banda en abril de 2022, aunque el baterista de gira Ernie Iniguez interpretó toda la batería en el álbum.
Después de la reacción abrumadoramente negativa de los fanáticos a la dirección del nu metal que se escuchó en el álbum homónimo de la banda, Become the Hunter presenta un regreso al sonido deathcore por el que la banda es conocida.

## Lista de canciones
Todas las letras escritas por Eddie Hermida, toda la música compuesta por Chris Garza, Mark Heylmun y Dan Kenny. 
| N.º | Título                                   | Duración |  |
| 1.  | «Meltdown» (Instrumental)                | 2:12     |  |
| 2.  | «Two Steps»                              | 3:22     |  |
| 3.  | «Feel Alive»                             | 3:29     |  |
| 4.  | «Love Me to Death»                       | 4:15     |  |
| 5.  | «In Hiding»                              | 2:57     |  |
| 6.  | «Death's Anxiety»                        | 3:13     |  |
| 7.  | «Skin Tight»                             | 4:10     |  |
| 8.  | «The Scythe»                             | 4:42     |  |
| 9.  | «Serene Obscene»                         | 4:25     |  |
| 10. | «Disaster Valley»                        | 3:54     |  |
| 11. | «Become the Hunter» (con Darius Tehrani) | 3:08     |  |

## Personal
Suicide Silence
- Hernán Hermida – voz
- Mark Heylmun – guitarra líder
- Chris Garza – guitarra rítmica
- Dan Kenny – bajo
- Alex Lopez – batería (sale en los créditos)

Músicos adicionales
- Ernie Iniguez – batería
- Darius Tehrani (Voz en pista 11)